# 資産診断士
資産診断士は、一般社団法人日本資産協会が認定している民間資格。
資格の認定は、平成27年11月より開始されている。

## 内容
学習内容は、税務、保険、不動産等である。
平成29年7月より、資格取得試験は廃止され、受講後に資格を取得できるように制度変更されている。
資格取得方法は、一般社団法人日本資産協会のホームページからの申込みとなる。